# Limbujščina

Limbujščina, (Limbu: ᤕᤠᤰᤌᤢᤱ ᤐᤠᤴ, yakthuṅ pan) je  Sino-Tibetanski jezik, ki ga govorijo Limbujci v Nepalu in severovzhodni Indiji (predvsem v Dardžilingu (Darjeeling), Kalimpongu, Sikimu, Asamu in  Nagalandu) kot tudi izseljenske skupnosti v Butanu. Limbujci sebe imenujejo Jakthung in svoj jezik kot Jakthungpan. Jakthungpan ima štiri osnovne dialekte: Fedape, Čatare, Tambarkhole in Pantare dialekti. Pred uvedbo pisave Siridžanga med Limbujskimi Kirati je bila pisava Róng priljubljena v vzhodnem Nepalu, zlasti v zgodnji državi Maurong. Pisava Siridžanga je skoraj izginila za 800 let in jo je vrnil v uporabo Limbujski učenjak Te-ongsi Siridžunga Xin Thebe iz Tellok Sinam Limbuvan v današnjem Nepalu. Pisava Limbu se imenuje "Siridžanga" po kulturnem junaku Limbujcu Te-ongsi Sirijunga Xin Thebe.

## Geografska razširjenost
Limbujščina se govori vzhodno od reke Arun in v naslednjih okrožjih Nepala (Ethnologue).
- Pokrajina št. 1
  - Dhankuta District
  - Ilam District
  - Jhapa District
  - Morang District
  - Panchthar District
  - Sankhuwasabha District
  - Sunsari District
  - Taplejung District
  - Terhathum District

## Uradni status

### Nepal
Jezikovna komisija Nepala je priporočila jezik limbujščino kot uradni jezik v provinci št. 1 . Podeželska občina Čulačuli, podeželska občina Mangsebung in podeželska občina Falgunanda so jezik limbuja priznale kot uradni delovni jezik.

### Indija
V Indiji je država Sikkim priznala jezik Limbujščino kot dodatni uradni jezik zaradi ohranjanja kulture in tradicije v državi. Uradna tedenska publikacija Sikim Herald ima izdajo v limbujščini.

## Narečja
Limbujščina ima štiri narečja:
- Fedape
- Pačtare
- Čatare
- Tapledžunge ali Tamarkhole

## Pisava Siridžanga
Jezik Limbujščina je eden redkih kitajsko-tibetanskih jezikov osrednje Himalaje z lastno pisavo. Pisava Limbu ali pisava Siridžanga je bila zasnovana v obdobju budistične ekspanzije v Sikimu v zgodnjem 18. stoletju, ko je Limbuwan še vedno predstavljal del ozemlja Sikima. Pisava Limbu je bila verjetno zasnovana približno istočasno s pisavo Lepča (v času vladavine tretjega kralja Sikima, Phyag-dor Nam-gjala (ok. 1700-1717)). Vendar pa je razširjeno prepričanje, da je pisavo Limbu (Siridžanga) zasnoval kralj Limbujcev Siridžanga Hang v 9. stoletju. Pisava Siridžanga je pozneje preoblikoval in ponovno uvedel Te-ongsi Siridžunga Xin Thebe. Ker je Te-ongsi Siridžunga Xin Thebe večino svojega časa porabil za razvoj Jakthungpana, kulture Jatkhunga in pisave Limbu; velja za reinkarnacijo kralja Siridžange iz 9. stoletja.
Tako Limbujščna kot Lepčajščina sta bila domnevno zasnovana z namenom pospeševanja širjenja budizma. Vendar pa je bil Siridžanga limbujski budist, ki je študiral pri sikimskih visokih lamah. Siridžanga je dobil naziv " Dordže Lama iz Jangrupa".